# 독거미 (영화)
"독거미"는 1966년 공개된 대한민국의 영화이다.

## 배역
- 신성일
- 김지미
- 조항